# Celles (Ariège)
Celles település Franciaországban, Ariège megyében. Lakosainak száma 143 fő (2022. január 1.). Celles Freychenet, Leychert, Nalzen, Saint-Paul-de-Jarrat és Soula községekkel határos.

## Népesség
A település népességének változása:
| Lakosok száma | 138  | 135  | 127  | 121  | 122  | 136  | 148  | 157  | 151  | 143  |
|               | 1968 | 1982 | 1990 | 2006 | 2013 | 2015 | 2017 | 2019 | 2020 | 2022 |